# 잭 러든

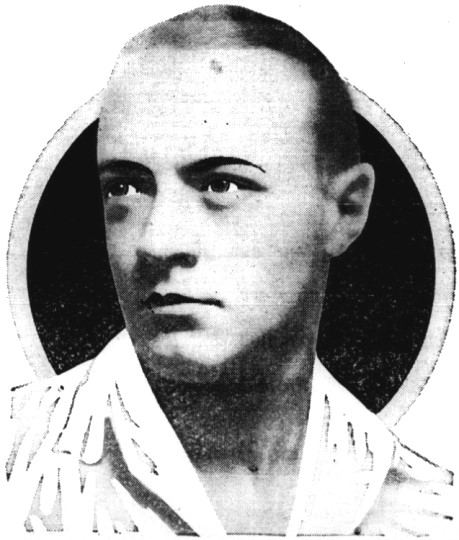

잭 러든(Jack Luden, 1902년 2월 8일 ~ 1951년 2월 15일)은 미국의 배우이다.
레딩에서 태어났으며 샌 퀜틴 주립 교도소에서 사망하였다.

## 영화
- 콜벳 K-225 (1943년)
- 과달카날 다이어리 (1943년)
- 더 글래스 키 (1942년) - 리포터 역
- 마이 페이버릿 브론드 (1942년)
- 내 사랑 마녀 (1942년)
- 아이 원티드 윙스 (1941년)
- 수잔나 오브 더 마운티스 (1939년)
- 브로드웨이 세레나데 (1939년)
- 발라라이카 (1939년)
- 파라마운트 온 퍼레이드 (1930년)
- 매혹의 젊은이들 (1926년)